# Strotarchus nebulosus
Strotarchus nebulosus là một loài nhện trong họ Miturgidae.
Loài này thuộc chi Strotarchus. Strotarchus nebulosus được Eugène Simon miêu tả năm 1888.